# Емлень
Емлень — озеро на юго-западе Тверской области, расположенное на территории Жарковского района. Принадлежит бассейну Западной Двины.
Расположено в 17 километрах к северо-западу от посёлка Жарковский. Лежит на высоте 172 метра над уровнем моря. Озеро вытянуто с запада на восток вдоль автомобильной дороги 28Н-0300. Длина озера около 1,8 км, ширина до 0,47 км (центральная часть). Площадь водной поверхности — 0,8 км². Протяжённость береговой линии — более 4,5 км.
Окружно лесами. Населённых пунктов на берегу озера нет. В юго-западную часть озера впадает небольшой безымянный ручей. Из восточного конца вытекает река Еменька, левый приток Туросны.